# 指宿溫泉

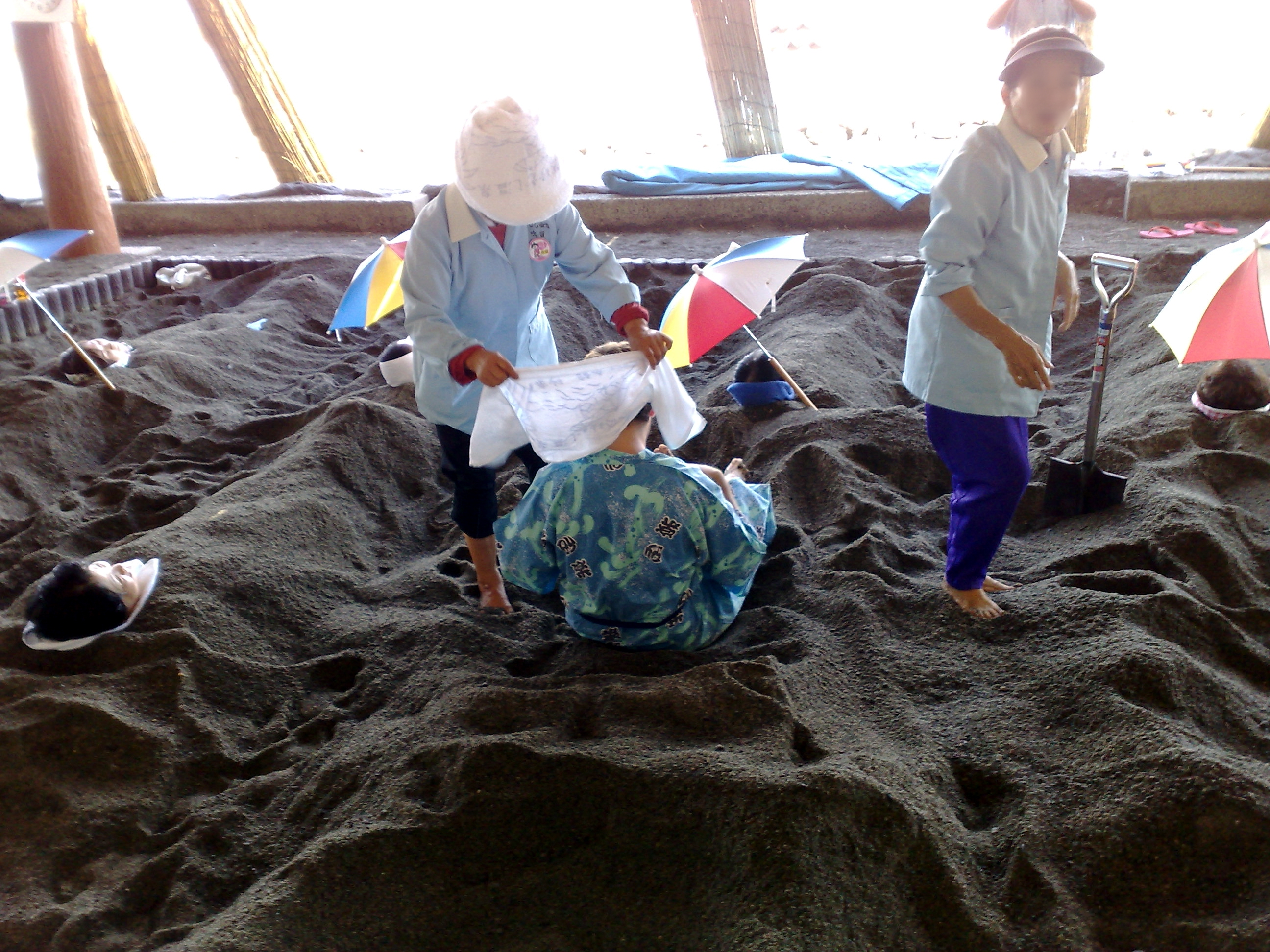
砂蒸風呂

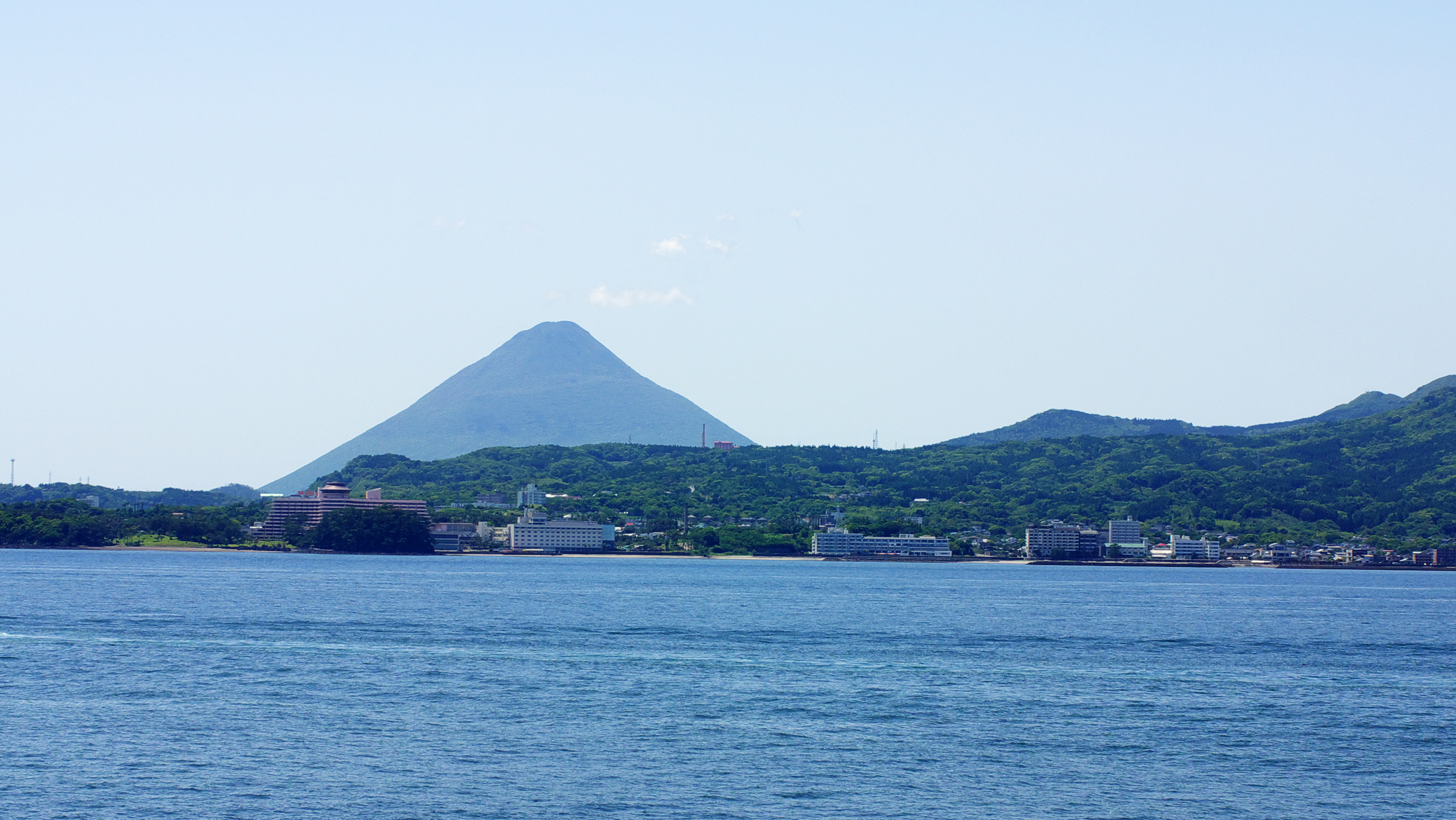
指宿温泉街、後景開聞岳

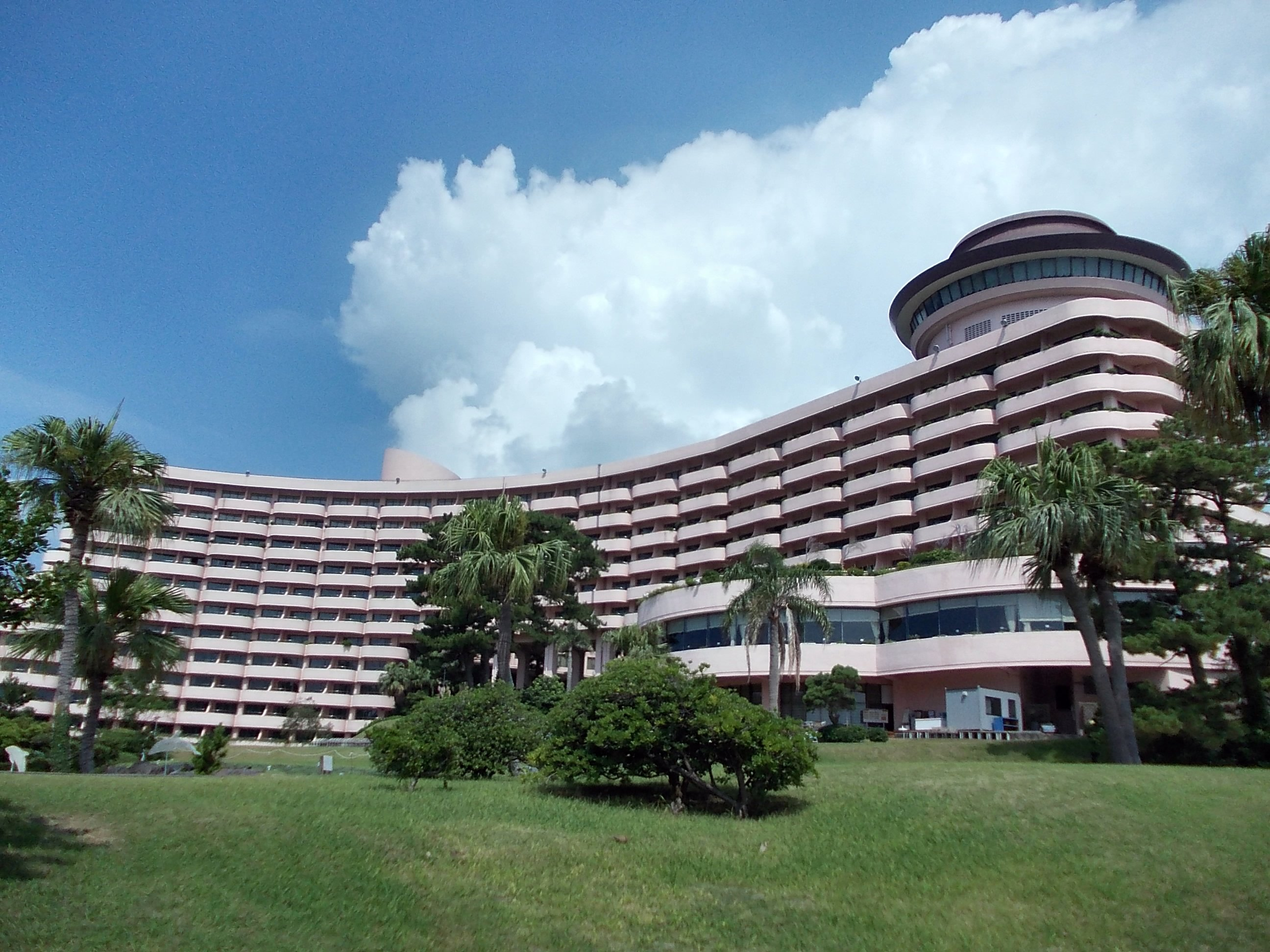
指宿いわさきホテル

指宿溫泉（いぶすきおんせん）是鹿兒島縣指宿市的摺濱溫泉（有名的砂蒸）、彌次湯溫泉、二月田溫泉等溫泉群之總稱，是鹿兒島縣內屈指可數的觀光地。

## 泉質
- 塩化物泉

## 溫泉街
特別以砂蒸有名的摺濱一帶，住宿設施集中。

## 電影
蠟筆小新動畫電影「爆發！溫泉激烈大決戰」中的女主角之一，溫泉G組成員，以指宿溫泉的指宿作為其代號。

## 關連項目
- 溫泉、溫泉街、溫泉番付、日本溫泉列表、名湯百選

## 外部連結
- 指宿市観光協会 （页面存档备份，存于）